# Wyższe Seminarium Duchowne Braci Mniejszych w Katowicach
Wyższe Seminarium Duchowne oo. Franciszkanów w Katowicach mieści się, w klasztorze oo. Franciszkanów w katowickiej dzielnicy Panewniki przy ul. Panewnickiej 76. Jest domem formacyjnym Prowincji Wniebowzięcia NMP Zakonu Braci Mniejszych w Polsce.
Seminarium prowadzi działalność naukowo-dydaktyczną przygotowującą poprzez studia filozoficzno-teologiczne i formację do kapłaństwa. Od 1982 jest afiliowane do Papieskiej Akademii Teologicznej w Krakowie. Kandydaci na studia mający świadectwo dojrzałości odbywają najpierw roczny postulat w klasztorze w Kobylinie, a następnie roczny nowicjat w klasztorze w Miejskiej Górce (przysposobienie zakonne). 
Studia trwają sześć lat. Absolwenci uzyskują tytuł magistra teologii nadany przez Uniwersytet Papieski Jana Pawła II w Krakowie.
Patronem uczelni jest doktor Kościoła św. Bonawentura z Bagnoregio.

## Historia

### U zarania prowincji zakonnej
W pierwszym okresie swego istnienia, w latach 1855-1874, prowincja posiadała własne studium przygotowujące kandydatów do kapłaństwa, podzielone na cykl filozoficzny w klasztorze w Miejskiej Górce oraz teologiczny w konwencie w Łąkach Bratjańskich. Działalność studium oparta była na własnej bazie lokalowej oraz na własnej kadrze wykładowców. Całością kierował każdorazowy prowincjał. Studium podlegało ponadto nadzorowi wizytatora diecezjalnego. Ze względu na ograniczony zasięg ówczesnej prowincji studium nie przekraczało nigdy kilkunastu studentów. Wraz z kasatą prowincji przez władze pruskie w 1874 r., przestała istnieć także ta uczelnia.

### Po odrodzeniu prowincji

#### Niższe Seminarium Duchowne
Decyzję o powołaniu niższego seminarium duchownego podjęto natychmiast po odrodzeniu prowincji w 1923 r. Początkowo mieściło się w domu zakonnym w Panewnikach, gdzie funkcjonowało w latach 1923-1929. Po zlikwidowaniu tego kolegium uczniów podzielono na dwie grupy. Uczniów pochodzących z terenu Wielkopolski umieszczono we Wronkach a ze Śląska w klasztorze w Rybniku. W 1931 r. kolegium wronieckie przeniesiono do Kobylina w powiecie krotoszyńskim. Z powodu ciasnoty lokalowej w 1933 r. podjęto decyzję o budowie nowoczesnego gmachu szkolnego w Jarocinie. Niestety w momencie ukończenia budowy w 1939 r. wybuchła II wojna światowa i działalność obu kolegiów została przerwana. W 1945 zdecydowano o reaktywowaniu niższego seminarium w Nysie, w klasztorze tymczasowo wypożyczonym od Prowincji św. Jadwigi, a następnie w 1947 r. także w Jarocinie. W 1950 r., gdy klasztor nyski powrócił pod zarząd Prowincji św. Jadwigi, postanowiono wznowić działalność kolegium w Rybniku. W 1952 r. oba ośrodki, w Jarocinie i w Rybniku, zostały zamknięte przez władze państwowe.
W 1957 r. ponownie zezwolono prowincji na reaktywowanie własnych zakładów dydaktycznych i jeszcze raz na krótko otwarto kolegia w Rybniku i w Kobylinie. W 1962 r. decyzją władz państwowych ostatecznie zamknięto oba niższe seminaria a ich pomieszczenia zajęto na rzecz państwowych ośrodków kształcenia.
Niższe seminaria zwane "Kolegiami Serafickimi", przez cały czas swego istnienia były traktowane jako zamknięte zakłady naukowo-wychowawcze. Kierowały się one własnymi statutami: "Ordinationes peculiares pro Collegio Seraphico ad s. Antonium Patavinum Provinciae Assumptionis Beatae Mariae Virginis in Polonia". Jako jedną z podstawowych motywacji przyszłych alumnów wskazywano pragnienie zostania kapłanem zakonnym, dlatego też kolegia przeznaczone były dla młodzieży męskiej, najczęściej w wieku 14-17 lat. Przyjmowanie kandydatów w praktyce było podobne do państwowych szkół ogólnokształcących. Wyjątek stanowiło wymaganie pisemnej zgody rodziców lub opiekunów prawnych. Również program nauczania był tożsamy z obowiązującym w państwowych szkołach ogólnokształcących o profilu humanistycznym ale z poszerzonym wymiarem nauki religii rzymskokatolickiej i dwóch języków starożytnych: łaciny i greki. Podręczniki i pomoce naukowe dopuszczone do nauczania były zatwierdzane przez państwowe władze szkolne. One również zatwierdzały przepisy o klasyfikowaniu i promowaniu uczniów. Na czele kolegium stał rektor odpowiedzialny za stronę dydaktyczną i wychowawczą, wspomagany przez prefekta. Wykładowcami poszczególnych dyscyplin byli lektorzy zarówno zakonni jak i świeccy, spełniający wymogi przepisów państwowych. Podstawę finansowania kolegiów stanowiło czesne, dotacje prowincji i datki wiernych.

#### Wyższe Seminarium Duchowne
Wraz z odrodzeniem prowincji w 1923 r. zaistniała potrzeba utworzenia własnego wyższego studium, które przygotowywałoby alumnów do święceń. Początkowo wysyłano kandydatów na studia do różnych ośrodków zagranicznych i krajowych takich jak: Fulda, Metz, Strasburg, Lwów i Kraków. W 1923 r. zorganizowano pierwsze własne studium filozoficzne a w 1925 r. studium teologiczne w Miejskiej Górce. To pierwsze funkcjonowało do 1928 r., kiedy to przeniesiono je do klasztoru w Osiecznej koło Leszna, gdzie istniało do 1939 r. W Miejskiej Górce kontynuowało swoją działalność studium teologiczne, które po dwóch latach, w 1931 r. przeniesiono do Wronek. Jednak i ono funkcjonowało jedynie do wybuchu II wojny światowej. Prefektem całego studium w okresie międzywojennym był o. Antoni Galikowski OFM, a od 1939 r. o. Edward Frankiewicz OFM.
W czasie wojny seminarium nie funkcjonowało, lecz niektórzy alumni kontynuowali swoje studia we Wrocławiu i w innych ośrodkach europejskich. Po wojnie na skutek braków personalnych podjęto próbę zorganizowania wspólnego studium wraz z prowincją św. Jadwigi we Wrocławiu. Jednakże już w 1948 r. zdecydowano o reaktywowaniu własnego studium i jeszcze tego samego roku przeniesiono braci alumnów z Wrocławia do Wronek. Od nowego roku akademickiego 1949/50 studium teologii umieszczono w Panewnikach a filozofii w Opolu. 
W okresie powojennym całością studiów kierowali kolejno: o. Edward Frankiewicz, o Chryzostom Kurek i o. Damascen Janosz, nazywani prefektami studium. Taki stan trwał do 1970 r., kiedy to zdecydowano  o połączeniu obu ośrodków w jedną całość z siedzibą w Katowicach-Panewnikach. Od tej pory nadano całemu studium urzędową nazwę: "Wyższe Seminarium Duchowne" a jego kierownik nosił nazwę rektora seminarium. Na stanowiska wykładowców poszczególnych dyscyplin powoływani byli wykładowcy zarówno zakonni, diecezjalni jak i osoby świeckie, spełniający wymogi prawa kanonicznego.
Od samego początku seminarium realizuje własny program studiów oparty na "Ratio institutionis sacerdotalis pro Polonia" i "Ratio studiorum Ordinis Fratrum Minorum". Seminarium posiada własną bazę lokalową i w całości jest finansowane przez zakon. Posiada też bibliotekę, będącą zarazem centralną biblioteką prowincji. Wyższe Seminarium Duchowne posiada charakter uczelni prywatnej, lecz jest związane z Uniwersytetem Papieskim Jana Pawła II w Krakowie umową o współpracę naukową, co pozwala na nadawanie jego absolwentom państwowych stopni magisterskich. 
Chociaż seminarium jest instytucją wewnątrzprowincjalną, otwarte jest również dla studentów z zewnątrz. Studiowali w nim alumni innych zgromadzeń zakonnych jak i diecezjalni. Po 1996 studiowali w nim także alumni obrządku ukraińsko-bizantyjskiego. W okresie największego rozkwitu, w roku akademickim 1986/87, studium liczyło 120 alumnów.

## Rektorzy
- o. dr Joachim Mazurek OFM
- o. dr Hieronim Dłubis OFM
- o. dr Gaudenty Kustosz OFM
- o. dr Marian Jankowski OFM
- o. dr Tacjan Wójciak OFM
- o. dr Lucjusz Wójtowicz OFM
- o. dr Witosław Sztyk OFM
- o. dr August Smyczek OFM

## Wykładowcy zakonni
- o. prof. dr hab. Sebastian Jasiński OFM
- o. dr August Smyczek OFM
- o. dr Bronisław Gucwa OFM
- o. dr Ezdrasz Biesok OFM
- o. dr Feliks Rachwalik OFM
- o. dr Kleofas Gródek OFM
- o. dr Ernest Ogar OFM
- o. dr Lidian Strzeduła OFM
- o. dr Przemysław Woźniak OFM
- o. dr hab. Sławomir Ledwoń OFM
- o. dr Syrach Janicki OFM
- o. dr Wit Chlondowski OFM
- o. dr Tacjan Wójciak OFM
- o. dr Robert Makulski OFM
- o. dr Magnus Kula OFM
- o. dr Dydak Rycyk OFM

## Wykładowcy diecezjalni
- ks. prof. dr hab. Jan Górski
- ks. dr hab. Leszek Szewczyk
- ks. dr Damian Bednarski
- ks. dr Marceli Cogiel
- ks. dr Tadeusz Czakański
- ks. dr Andrzej Hoinkis
- ks. dr Andrzej Kołek
- ks. dr Marek Spyra

## Wykładowcy świeccy
- dr Mariola Kozubek
- dr Magdalena Kudełka-Lwowska
- dr Marek Pawlicki
- dr Danuta Wróbel
- dr Marek Wójtowicz
- mgr lic. Adam Szeliga
- mgr Aleksandra Kajdan
- mgr Teresa Kowalik
- mgr Łukasz Kurpas
- mgr Barbara Pawlicka
- mgr Bożena Stanik
- Jose Javier Rodríguez Castillo